# Parlamentswahl in der Republik Moldau 2005
- PCRM: 56
- BMD: 34
- PPCD: 11

Die Parlamentswahl in der Republik Moldau 2005 fand am Sonntag, dem 6. März 2005 statt. Da der Präsident nicht direkt vom Volk, sondern vom Parlament gewählt wird, war sie zugleich eine indirekte Präsidentenwahl.

## Wahlsystem
Es wurden 101 Sitze im moldauischen Parlament für eine Legislaturperiode von vier Jahren bestimmt. Für die zugelassenen Parteien galt eine Sechs-Prozent-Sperrklausel. Gewählt wurde nach dem Verhältniswahlrecht.

## Wahlergebnis
Stärkste unter den Listen, die den Sprung über die 6 %-Hürde nicht schafften, wurde der Blocul electoral “Patria-Rodina” (BePR). Die Wahlbeteiligung betrug 64,84 %.
Damit konnte die Partei der Kommunisten der Republik Moldau (PCRM) unter Führung des seit 2001 amtierenden Präsidenten Vladimir Voronin ihre Vormachtstellung verteidigen. Wahlbeobachter der OSZE bewerteten die Wahlen zwar als frei, kritisierten aber nicht nur die einseitige Medienberichterstattung zu Gunsten der herrschenden Partei PCRM im Vorfeld der Wahlen. Im Gegensatz zur OSZE bezeichnete die russische Regierung das Wahlergebnis als inkorrekt und begründete dies u. a. mit der hohen Zahl von Moldauern in Russland, denen die Teilnahme an den Wahlen nicht möglich gewesen sei. Vertreter Russlands hatten schon lange Voronins ihrer Ansicht nach rumänisch-nationalistische Politik der russischen Minderheit in Moldau gegenüber kritisiert.
Ein in der westlichen Presse voreilig herbeigeschriebener „Orange-Effekt“ wie 2004 bei den Wahlen in der Ukraine blieb damit aus. Allerdings kann der Kommunist Vladimir Voronin auch kaum als Gefolgsmann Moskaus bezeichnet werden. In der Frage der seit 1992 abgespaltenen Transnistrischen Moldauischen Republik hat er starke Kritik an Russland und am russischen Präsidenten Wladimir Putin geübt, dem er die anhaltende Stationierung russischer Truppen in Transnistrien vorwarf.
Voronins Gegenspieler bei den Wahlen waren Serafim Urecheanu, damaliger Bürgermeister von Chișinău und Vorsitzender des Blocks Demokratisches Moldau, einer Wahlplattform von insgesamt 16 Parteien, sowie Iurie Roșca, Vorsitzender der Christlich-Demokratischen Volkspartei.
In der abgespaltenen Region Transnistrien wurde ausdrücklich zur Wahl aufgerufen. Man erhoffte sich durch die Unterstützung des Blocks Demokratisches Moldau einen Wechsel in der Regierung.
In der Hauptstadt Chișinău kam erstmals ein neuartiges, digitales Wahlsystem zum Einsatz, welches ein Auswerten der Stimmen in Echtzeit ermöglichen sollte – revolutionär für ein armes und rückständiges Land wie Moldau.
| Partei             | Partei                                                               | Stimmen   | Stimmen | Stimmen | Sitze  | Sitze |
| Partei             | Partei                                                               | Anzahl    | %       | +/−     | Anzahl | +/−   |
| ------------------ | -------------------------------------------------------------------- | --------- | ------- | ------- | ------ | ----- |
|                    | Partei der Kommunisten der Republik Moldau (PCRM)                    | 716.336   | 45,98   | −4,09   | 56     | −15   |
|                    | Wahlblock „Demokratisches Moldau“ (BMD)                              | 444.377   | 28,53   | +28,53  | 34     | +34   |
|                    | Christlich-Demokratische Volkspartei (PPCD)                          | 141.341   | 9,07    | +0,83   | 11     | —     |
|                    | Wahlblock Heimat (BePR)                                              | 77.490    | 4,97    | +4,97   | —      | —     |
|                    | Sozialdemokratische Partei Moldaus (PSDM)                            | 45.551    | 2,92    | +0,45   | —      | —     |
|                    | Republikanische sozialpolitische Bewegung "Gleichberechtigung" (MRR) | 44.129    | 2,83    | +2,39   | —      | —     |
|                    | Partei der sozialwirtschaftlichen Gerechtigkeit Moldaus (PDSEM)      | 25.870    | 1,66    | +1,66   | —      | —     |
|                    | Christlich-demokratische Bauernpartei Moldaus (PŢCDM)                | 21.365    | 1,37    | +1,10   | —      | —     |
|                    | Arbeiterunion "Heimatland" (UMPR)                                    | 14.399    | 0,92    | +0,92   | —      | —     |
|                    | Zentrumsunion Moldaus (UCM)                                          | 11.702    | 0,75    | +0,75   | —      | —     |
|                    | Republikanische Partei Moldaus (PRM)                                 | 592       | 0,04    | +0,04   | —      | —     |
|                    | Unabhängige Kandidaten                                               | 14.676    | 0,94    | −1,35   | —      | —     |
|                    | Gesamt                                                               | 1.557.828 | 100,00  |         | 101    |       |
| Wahlberechtigte    | Wahlberechtigte                                                      | 2.430.537 |         |         |        |       |
| Wahlbeteiligung    | Wahlbeteiligung                                                      | 64,84 %   |         |         |        |       |
| Abgegebene Stimmen | Abgegebene Stimmen                                                   | 1.576.079 |         |         |        |       |
| Ungültige Stimmen  | Ungültige Stimmen                                                    | 18.251    |         |         |        |       |
| Quelle:            |                                                                      |           |         |         |        |       |

## Präsidentenwahl durch das Parlament
Da in der Republik Moldau das Parlament den Präsidenten wählt, wurde mit der Parlamentswahl am 4. April 2005 auch die Neuwahl des Präsidenten nötig. Die PCRM nominierte den bisherigen Amtsinhaber Vladimir Voronin zur Wiederwahl. Als Gegenkandidaten nominierte ebenfalls die PCRM den Wissenschaftler und Präsidenten der Moldauischen Akademie der Wissenschaften Gheorghe Duca, um so den Verfassungsbestimmungen nach einem Gegenkandidaten zu genügen. Die beiden Oppositionsparteien hatten angekündigt, die Abstimmung zu boykottieren. Für seine Wiederwahl benötigte Voronin nicht allein die absolute Mehrheit, sondern nach der moldauischen Verfassung eine Mehrheit von 61 der 101 Stimmen.
Nachdem aber bereits in den Wochen zwischen Parlamentswahl und Präsidentenwahl mehrere Abgeordnete aus der Fraktion des aus mehreren Parteien bestehenden Blocks Demokratisches Moldau ausgetreten waren und sich in der neu gegründeten Fraktion der Demokratischen Partei (Vorsitzender Dumitru Diacov, 8 Abgeordnete) gesammelt hatten, ließen sich kurz vor der Abstimmung auch die Christdemokratische Volkspartei unter Iurie Roșca und 3 Abgeordnete der Sozialliberalen Partei (über den Block Demokratisches Moldau ins Parlament gewählt, Vorsitzender Oleg Serebrian) umstimmen. Voronin kam so auf eine komfortable Mehrheit von 75 der 101 Stimmen. Auf Gheorghe Duca entfiel eine Stimme. Die verbliebenen Abgeordneten des BMD boykottierten die Abstimmung.
Nach der Wahl bekräftigte Voronin sein Ziel, die Republik Moldau stärker an Europa heranzuführen.